# 非洲崖豆木
非洲崖豆木（学名：Millettia laurentii），俗称非洲鸡翅木，是崖豆藤属的一种植物，分布于刚果等中非国家。它是一种名贵红木木材，可以用来制作家具或乐器等，因而遭到滥砍滥伐。

## 扩展阅读
- Baker, Mark. . Sussex: Guild of Master Craftsmen Publications. 2004. ISBN 1-86108-324-6.